# 魁聖一郎
魁聖 一郎（かいせい いちろう、1986年12月18日 - ）は、ブラジル・サンパウロ出身で大島部屋（入門時は友綱部屋）に所属した元大相撲力士。日系ブラジル人3世で2014年に日本に帰化。本名は菅野 リカルド。旧名リカルド（ヒカルド）・スガノ。身長195cm、体重204kg
、血液型はO型。得意手は右四つ、寄り。最高位は東関脇（2016年7月場所）。入門から2022年1月場所までは友綱部屋に所属し、2022年3月場所以降は大島部屋に所属した。いわゆる「花のロクイチ組」の1人。趣味はゲーム。好物は焼肉、ハンバーガー、コーラ。現在は年寄・友綱。

## 経歴

### ブラジル在住時代

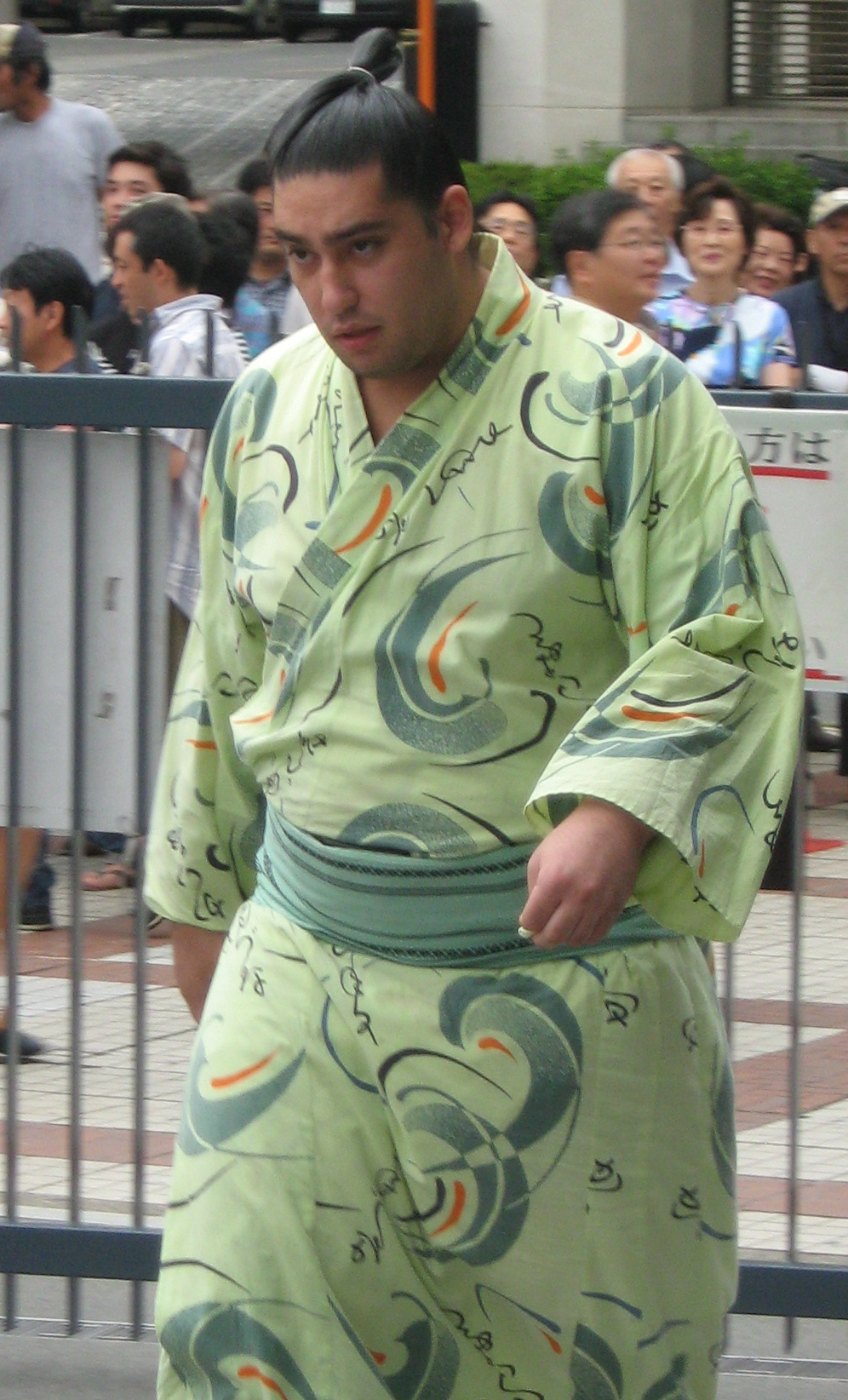
2008年当時の魁聖

父親が日系ブラジル人、母親がドイツ系イタリア人で、魁聖は日系ブラジル人3世にあたる。ブラジル出身であるが幼少期からサッカーは好きでなく中継も見なかった。幼少期には父に無理やりサッカーをやらされて練習が終わると泣きながら家に帰ることがあったという。16歳の頃に父親の知り合いで、子息が相撲をやっていた人物に「体が大きいからやらないか」と誘われたのが直接のきっかけであり魁皇に憧れて相撲を始め、全ブラジル相撲選手権大会・無差別級で優勝したこともある。アマチュア時代は本人曰く「相撲は力だけで勝てた。今は間違ってもそんなこと思わないですけど、ブラジルのアマチュア時代はそうだった」こともあり、相撲にのめり込んでいったという。とはいえ当時は相撲の稽古は週1日ないし2日程しかおこなわなかったとされ、角界入り後に稽古量の違いを痛感したことを後年に述懐した。2006年7月に来日し、元十両・若東の黒田吉信から紹介された友綱部屋に入門した。四股名は友綱部屋伝統の「魁」と、キリストを意味する「聖」を組み合わせて「魁聖」となり、下の名前の「一郎」は祖父の名前から付けた。

### 入門から関取昇進まで
2006年9月場所に前相撲に出場し2勝2敗で初土俵。身長194cmの大柄な体を武器に、序ノ口と序二段でそれぞれ6勝1敗の好成績を挙げていずれも1場所で通過し、2007年3月場所に三段目へと昇進する。三段目では最初の2場所は好成績を挙げたものの、その後3場所連続して負け越してしまった。しかし、2008年1月場所では6勝1敗、翌3月場所では5勝2敗と連続して好成績を挙げ、同年5月場所において幕下へ昇進した。
幕下昇進後は2場所連続して勝ち越したものの、2008年9月場所から3場所連続して負け越してしまい、2009年3月場所では再び三段目へ陥落。1場所で幕下へ復帰した後、西幕下46枚目の位置で迎えた同年9月場所では7戦全勝の成績を挙げて優勝決定戦に進出した（臥牙丸に敗れて優勝ならず）。西幕下6枚目に昇進した翌11月場所以降も幕下上位でコンスタントに好成績を挙げ、東幕下2枚目で迎えた2010年5月場所において5勝2敗と勝ち越し、翌7月場所に新十両へ昇進した。10代友綱が入門当初から育てた力士としては、2003年5月場所の魁道以来2人目の関取であった。

### 関取昇進後
2010年11月場所では11勝4敗の成績を挙げて優勝決定戦に進出し、4人による優勝決定戦を制して初の十両優勝を果たした。続く2011年1月場所でも東十両筆頭で8勝7敗と勝ち越しを決め、翌5月技量審査場所において新入幕を果たした。その5月技量審査場所では、1980年11月場所の佐田の海以来31年ぶりとなる新入幕での初日からの9連勝を記録し、最終的には10勝5敗の好成績を挙げて、自身初となる敢闘賞を受賞した。この場所優勝した白鵬の優勝パレードでは旗手を務めた。その後は幕内で4場所連続して負け越してしまい、2012年3月場所には十両へ陥落したものの、その3月場所で10勝5敗の好成績を挙げ、翌5月場所において再入幕を果たした。同年7月場所では10日目まで1敗を守り、西前頭8枚目の位置ながら急遽大関との対戦が組まれたこともあり終盤に失速。それでも11勝4敗の好成績を挙げて2回目の敢闘賞を受賞した。翌9月場所では最高位の西前頭筆頭へ昇進し、三役昇進も見えたが、4場所連続で負け越して幕内下位まで落ちた。
東前頭12枚目で迎えた2013年7月場所では初日から5連勝。10日目まで1敗を守り、一時に優勝争いにも参加したが、11日目からやや失速し、11勝4敗の成績を残しながらも敢闘賞受賞にはならなかった。続く9月場所、その次の11月場所は連続して7勝8敗の負け越しを喫したものの、2014年1月場所は12日目に7敗となって後がない状況から千秋楽まで3連勝して3場所ぶりの勝ち越しを果たす。翌3月場所は3枚半上昇となる東前頭3枚目の地位を与えられ、9日目に負け越しが確定したものの千秋楽まで食い下がって6勝9敗とした。2015年5月場所は12日目終了時点まで白鵬とトップを並走して優勝争いを盛り上げ、10勝5敗と好調を示すも三賞獲得ならず、ベースボール・マガジン社『相撲』2015年6月号10頁に「魁聖に敢闘賞を与えるべきだった」とする意見が掲載された。
西前頭7枚目で迎えた2016年3月場所は、11日目に勝ち越しを決めた後も白星を伸ばし、11勝4敗の好成績で終えた。千秋楽後、新三役の可能性について「三役なれるんかな。そんなに期待したら、上がれなかった時にショックが大きい」と一抹の不安を口にしていたが、翌5月場所で無事新三役（東小結）に昇進。友綱部屋としては、現師匠が1989年5月に部屋を継承してからは1994年夏場所の魁皇以来2人目となる新三役で、ブラジル出身力士としては初の三役となった。初土俵から10年近く掛かっての三役について、昇進の記者会見に同席した師匠には「入門当時（の期待度）からすれば三役に上がるペースとしては遅いかな。相撲に取り組む姿勢でスローな部分があるから仕方ないけど、とにかくノンビリしているのが、スローになった」と歯がゆさを口にされた一方で、「まだまだ上を狙える」と奮起を促された。

### 新三役場所以後
新三役となった5月場所は、大関以上の相手には照ノ富士にしか勝てず1勝6敗だったが、関脇以下では逸ノ城以外全勝と強さを発揮して千秋楽の栃煌山戦で勝ち越しを決めた。
翌7月場所は東関脇に番付を更新、師匠の定年までに関脇昇進を果たす形となった。成績は序中盤では2不戦勝（後述）に恵まれるなど健闘したが、終盤で負けが込み7勝7敗で迎えた千秋楽、同じく7勝7敗の角番大関・照ノ富士に敗れ7勝8敗で場所を終えた。小結で迎えた翌9月場所も6勝9敗と負け越し。4場所ぶりの平幕で迎えた翌11月場所では3日目に白鵬に敗れ、大相撲史上3人目となる通算1000勝目を献上してしまった。以降も著しい不調に陥り、自身初となる初日から10連敗、終盤に挽回したものの3勝12敗で場所を終えた。翌2017年1月場所は前頭9枚目と大きく番付を落として臨んだ。中盤に負けが込み、10日目終了時点で7敗と勝ち越しに後が無くなったが、そこから5連勝で8勝7敗と勝ち越した。翌3月場所は場所前に右膝前十字靱帯断裂・右膝外側半月板損傷の大けがを負い当場所を全休する見込みだったが、全休すると十両落ちが必至となる番付だった関係上、6日目から強行出場。膝の踏ん張りが全く効かない状態で苦しんだが、3勝を挙げ十両落ちを回避した。しかし翌5月場所も、9日まで6勝3敗と好調の状態から終盤で負けが込み、最終的に7勝8敗と負け越し、31場所連続で務めた幕内からの陥落が決定した。東十両筆頭で迎えた翌7月場所は、初日から8連勝中であった朝乃山と9日目に対戦してがっぷりの右四つで土を付け幕内常連の力士としての力量を見せつけ、以降も白星を重ね11日目に早くも勝ち越し、翌9月場所の幕内復帰を確定させた。10勝4敗で迎えた千秋楽に勝てば豊山・朝乃山・大奄美と4人で優勝決定戦を戦うことができたが、竜電に敗れてしまった。西前頭13枚目に帰り咲いた翌9月場所は4場所ぶりの幕内での勝ち越しとなる9勝を挙げ、復調をアピールした。以降も勝ち越しを続け、2018年3月場所は東前頭6枚目まで番付を戻し、場所前には変幻自在な取り口の弟弟子・旭大星らと充実した稽古で落ちた力を取り戻さんとしていた。その3月場所は初日から好調で、8連勝で中日勝ち越し。翌日も勝利し新入幕の2011年5月技量審査場所以来となる9連勝としたが、逸ノ城に敗れて連勝がストップ。しかし翌11日目は貴景勝の休場により不戦勝で、幸運な形で二桁となる10勝目を記録。12日目は遠藤に敗れ2敗目。13日目は番付面よりも優勝争いを重視した審判部の判断で、同日時点で優勝争い首位（11勝1敗）の横綱・鶴竜との割が組まれ（当初鶴竜の同日の対戦相手は、5勝7敗と不調の関脇・御嶽海が予定されていた）、いわゆる「割崩し」を経験したが、結果は鶴竜に叩き込みで敗れ連敗となり優勝は逃した。しかし残り2日は連勝し、自己最多勝の12勝3敗（大関・髙安と並ぶ優勝次点）で28場所ぶり3回目の敢闘賞を獲得。一方で、先述の鶴竜に敗れたことで後述の不名誉な記録も樹立してしまった。続く5月場所は三役から落ちる星の力士が1人しかないかった影響で三役返り咲きを逃し、僅か4枚半上昇の西前頭筆頭に甘んじた。その場所では関脇以上に全敗と壁に跳ね返され、10日目に負け越しを決定させ、最終的に6勝9敗。東前頭4枚目となった7月場所は、大関・高安を破るなどで9勝6敗の成績。2場所ぶりに西の筆頭に返り咲いた9月場所は、初日に大関・豪栄道を破るなど幸先の良いスタートとなったが、2日目からの横綱戦を3連敗。4日目は稀勢の里と58秒8の大相撲を演じたが、寄り切られて黒星。大関以上からの星は結局豪栄道戦の1番に留まった。それでも平幕以下の力士相手には全て勝ち、11日目には大関獲りがかかっていた関脇・御嶽海を破るなど安定感を発揮して8勝7敗と勝ち越した。千秋楽に魁聖は帰り三役の可能性について「とりあえず期待はしない。期待して上がらなかったらがっかりしちゃう」と、前述した新三役の前場所（2016年3月場所）千秋楽とほぼ同じ趣旨のコメントを残したが、翌11月場所は西小結となり、13場所ぶりに三役に復帰した。2019年3月6日、友綱部屋の大阪稽古場に出稽古に来た白鵬との稽古で元々痛みがあった首を悪化させた。
2020年6月20日に、約5年間の交際を経て外国出身で日本国籍の一般人女性と結婚した。新型コロナウイルス感染症の流行により、同じ都内在住にもかかわらずなかなか会えないようになってしまったため「一緒に住めば会える」という気持ちになったという。
2021年11月場所12日目の照強戦での白星で幕内400勝を記録。その日の白星に際して「（幕内400勝に）知らなかったです。いやーすごいですね」とコメントを残した。
2022年2月1日、それまで所属していた友綱部屋が、師匠の名跡変更により大島部屋へ改称されたため、自身も大島部屋所属に変更となった。
2021年7月場所から4場所連続で負け越し、2022年3月場所は十両に陥落、その後も負け越しが続き、東十両11枚目で迎えた同年7月場所も5勝10敗に終わり、9月場所で幕下に陥落。その9月場所の番付発表と同日の2022年8月29日に現役を引退し、年寄「友綱」を襲名した。引退の際に、幕下に陥落してそのまま関取復帰を狙わずに引退したことについて記者から聞かれると「十何年も関取をやってきて、下ではちょっと…。（秋場所は）幕下筆頭だから、いろんな人から『もったいない』と言われました。でも、ケガで落ちたのとは違って、弱くなってから落ちたわけですから」と答えた。引退会見では思い出の取組として2018年7月場所10日目の結びの一番であった当時大関の高安との取組を上げ「相撲だけではなくて生活のことも教えたい。強くなるのが一番だけど、ファンに対して感謝の気持ちを伝えることも大事」と抱負を述べた。

### 現役引退後
2023年5月27日、大島部屋から浅香山部屋（師匠は兄弟子の元・魁皇）に移籍した。年寄が引退相撲（断髪式）を前に部屋を移籍するのは異例。
2023年10月1日、両国国技館にて断髪式が行われた。30時間かけて故郷ブラジルから駆けつけた母や弟妹をはじめ関係者約340人が鋏を入れ、止め鋏は元大関魁皇の浅香山親方が入れた。整髪後は母から労いを受け「以前テレビ番組の企画で来日して自分の相撲を見てもらったことがあった。最後の姿を見せることができて親孝行できた」と感慨深げであった。部屋付き親方としての抱負を問われると「厳しいだけでなく、（若手の）心のより所になりたい。悩みとかあったら何でも相談してほしい」と話した。

## 取り口・評価
- 基本的に大兵肥満の体格を活かした四つ相撲を取り口とし、自身以上に怪力の力士（例として碧山や栃ノ心）や投げや引き技を得意としたもろ差し力士（例として松鳳山や栃煌山）を不得手としていた一方で、押し一辺倒の力士（例として玉鷲や豊響）や勢のようなまともに受ける相四つの力士を得意としていた。
- まわしが取れない場合は、組まずに突き放していく相撲もあった。
- 持病の腰痛を悪化させて迎えた場所では粘り無く土俵を割る相撲も多く見られた。
- 元テレビ朝日アナウンサーの銅谷志朗は2014年11月場所前の座談会で「右四つ左上手を取った際の圧力にはものすごいものがある」と評していた。
- 一方で元文化放送アナウンサーの坂信一郎は「もっと闘志を前面に出した相撲を取れば」と精神面の弱点を挙げていた。
- 元日本テレビアナウンサーの原和夫は「腰が下りないから前に出ても結局覆いかぶさるような体勢になって、逆転技を食いやすくなる」と腰高を指摘していた[34]。
- 元関脇・益荒雄の12代阿武松は新関脇をつかんだ頃の相撲に関して「前は懐が深くても足がぐらぐらしていましたが、少し安定してきました」と高評価していた[35]。
- 元大関・琴欧洲の15代鳴戸は2016年11月場所前の座談会で「腰の重さはどっしりしていて大関クラスですよ。ただ、動きが遅いので上位陣の左右の動きについていけない」と語り、同席していた元関脇・若の里の12代西岩も「どうも上位陣に勝つイメージが沸かない。相撲もまともだし、横綱、大関にとってはやりやすいと思いますよ」とコメントしていた[36]。
- 動きの遅さから猪突猛進型ではなかったにもかかわらず変化に弱く、2016年に年5回変化を受けて1勝4敗はその年の幕内力士の中で3番目に多く変化で負けた記録である[37]。
- 2019年の週刊誌のインタビューでは、投げを打つと寧ろ膝に負担がかかり過ぎるので、相撲において前に出る以外の余計なことはしなくてよいと指導されていたことを明かした[38]。
- 小兵力士を不得手としていた。小兵力士との対戦では廻しを取ろうとして叩きを喰うことも多く、その対策として押しや突っ張りを活かし、離れて相撲を取る傾向があった。
- 2019年3月のインタビューでは、「立合いの時は、なにも考えないようにしていますね。今はもう慣れましたが、十両に上がったばかりの時なんかはいっぱいのお客さんの前で、緊張しますからね。そうすると何もできなかった」と述懐していた[39]。

## 人物
- 好物はコーラで、毎日3本飲んでいるという[40]。
- 趣味はゲームで、幕内在位中に「幕内一のゲーム好き」を公言していた程である[5][41]。
- 先代師匠の影響で喫煙者となった（詳細は魁輝薫秀の項目を参照）。
- 寒さが苦手であり、暖かい時期が好きである[42]。
- 上述の通りサッカーには無関心を示し、地元開催となった2014 FIFAワールドカップの大会中に母国が準決勝に進出したにもかかわらず「結果くらいは気になるけど、あまり関心がない」と発言し話題になった[43]。
- いわゆる霊感を信じる傾向があり、絶不調とされた2016年11月場所で10連敗を喫した際には「気持ちには元気あるんだけど体が動かない。体が…たぶん何か憑いてますね」と、祈禱のポーズを見せた[44]。この祈祷を試みて以降復調し、11日目に御嶽海に初白星、14日目に錦木に勝利し2勝目、千秋楽も栃煌山に勝利し3勝まで積み重ねた。
- 現役時に使用していた化粧回しの1つには、コルコバードのキリスト像が描かれている[45]。
- 2018年4月17日放送分の『高田文夫のラジオビバリー昼ズ』では普段の食事量として最初「セブンイレブンのコッペパンは3個」「いつもおごってもらっている寿司は10皿」と答えて出演者の東貴博を怪訝がらせたが、東が肉に関する質問をしたところ「ステーキを食べる時は1キロから。焼き肉は30人前食べますね」と答え、東を「そういうの待ってたよ～」と興奮させた[46]。
- 取材などの場で質問に対する受け答えの機転が利く。その裏には謙虚さがにじみ、相手への配慮もさりげない。自虐的な談話も多い[47]。
- 2020年11月場所3日目のABEMAの大相撲中継ではアニメオタクであることが明かされた[48]。
- 現役中はしばしば深夜近くまでゲームをしていたが、2021年1月場所の休場中は午後10時でゲームをやめて睡眠をしっかり取るようにしたという[49]。

## エピソード

### 入門前
- 魁聖の引退の際、入門の世話をした若東が語ったところによると、若東が初めて魁聖と出会ったのは魁聖が17歳の頃で、アマチュア相撲の世界大会に挑む若者たちに稽古をつけようとサンパウロ市内の道場を訪れると、若東は190cm、160kgを超える巨体に目を奪われたという。若東はこの時元々相撲を取る予定はなかったが、格の違いを教えようと相撲を取り、何度負かされても「マイゾン」「マイゾン」（ポルトガル語で『もう一丁』の意味）と向かってくる魁聖に気持ちの強さを感じた。若東が1度だけ魁聖から本心を聞き出した際に魁聖は「ブラジルにいても、未来がない。大相撲で活躍して親孝行がしたいんだ」と口にし、若東は中学卒業後に親元を離れてブラジルから日本へ渡った自身の姿と魁聖の姿を重ねた。若東はぶつかり稽古で胸を出した際に「日本では毎日やるんだぞ。それでも行きたいか」と厳しく接し、魁聖の若手時代には「兄弟子の魁皇関がいる間に、関取・幕内に上がらないといけないよ」と発破をかけ「自分の形を持たないと上位には上がれない」と助言した[50]。

### 新弟子時代
- ブラジル在住時代より祖母が日本食を振る舞っていたこともあり、入門時には既に納豆以外ならば部屋のちゃんこを全て問題なく食すことができたという[8]。
- 反面、敬語や兄弟子への接し方などの礼儀については、相当に苦労したという。それでも、訪日前に不安だった差別などはなく、「実際は皆優しく接してくれました。日本人は冷たくてあまりしゃべらないと聞いていましたが、それは違うとすぐに気付きました」と後年振り返った[8]。
- 新弟子時代にはホームシックになったこともあったが、当時の友綱部屋では携帯電話やスマートフォンを新弟子が持つことは許されず、少ない小遣いでテレホンカードを買い、度数の残りを気にしながらブラジルに連絡していたという[51]。
- 番付表や日本の土産物を実家へ送るだけでも1万円程かかる上に、送った荷物が現地で盗まれて実家に届かなかったなど、親孝行したいという思いとは裏腹に苦労していた[51]。
- 2006年9月場所初土俵の同期生は魁聖の他に2名いたが、いずれも前相撲を欠場したり、初土俵直後に長期休場をしたりしたまま引退したため、実質的には彼1人であった。

### 旭天鵬との関係
- 来日間もないころから旭天鵬を尊敬しており、取的時代に「綺麗な力士だ」と思って一緒に写真を撮ってもらって以来交友を持つようになった[52]。
- 旭天鵬が大島部屋に所属していた時期に2回対戦し、2011年7月場所中日は押し出しで勝ち、2011年9月場所7日目は寄り切りで敗れた。
- 2012年4月25日に2代大島が停年を迎え、大島部屋力士が友綱部屋に移籍したことによって、同部屋の兄弟弟子になった。
- 2017年5月場所後には師匠・10代友綱の停年に伴い、当時引退して4代大島を襲名していた旭天鵬が11代友綱となり友綱部屋を継承したことから、旭天鵬と師弟となった。

### マスコミへのコメント
- 2016年の夏巡業中、日刊スポーツの絵日記に使う絵として、東京タワーをサラッと描いた。その意図を聞くと「早く、東京へ帰りたい。ホームシックです」と苦笑いで答えた。「ただ、所属する友綱部屋は墨田区業平にあり、すぐそばには新たなシンボル、スカイツリーがそびえたっています。描くなら、そっちだったのでは?」と記者に突っ込まれると「いや、スカイツリーは毎日見てるんで。東京タワーには上ったことないんですよ。1度、行ってみたいという気持ちもこめて描きました」と返した[53]。
- 関脇昇進の際の記者会見では「入門したときはブラジル人の最高は十両。俺もとりあえず十両になることが目標だった。それが幕内の、三役に上がれるとは思わなかった」と語った。更に大関を期待する声がある事に関しては、会見に同席した師匠は番付がここまで上がって既に満足しているようで、「この上は…。もういいです。師匠と（最高位で）肩を並べたくらいで、それ以上になるとテングになる。本人のためにもその方がいい」と語り、居合わせた報道陣の笑いを誘っていた[54]。
- 故郷ブラジルで行われた2016年リオデジャネイロオリンピックに興味を示していなかった魁聖であったが、ゲーム好きであるため「閉会式の、安倍総理のマリオを生で見たかった…。マリオ良かったですね」と話していた[55]。
- 白鵬に通算1000勝目を献上した2016年11月場所で自身初となる中日負け越しを喫した際は、「全然駄目ですね。来場所、頑張る。もう冬眠します。」と弱気なコメントを残した[56]。
- 2017年夏巡業の取材では「いきなり!ステーキ」を好んでいる旨を回答していた。「部屋の近くのお店は、少ないけど座れる場所があるんです。あそこはお肉を炭で焼く。炭の味が肉につくのが最高。神です。シュラスコと同じなんです」とその味を称えていた。霜降り肉よりも赤身のステーキを好んでいたといい、「ブラジルではもともと、脂がない肉を食べていたから」と答えていた[57]。
- 同時期、日刊スポーツの力士が絵日記を書く企画では、大好物のコーラを片手に肉にかぶりつくドラゴンボールの孫悟空を描いた。因みに魁聖はブラジルに住んでいた子供のころからドラゴンボールのアニメが大好きだったという[57]。
- 2018年3月場所6日目のインタビューでは「番付が上がれば朝ゆっくりになる。もう一度三役に戻りたい」と、時差のある故郷で朝早くからテレビの生放送を見て応援していた父への気遣いの意味も込めて、復活を夢見る[58]コメントを発した。

### 取組関連
- 上述の通り不調に喘いだ2016年11月場所は3日目に白鵬と対戦して敗れ、大相撲史上3人目となる通算1000勝目を献上した力士として歴史に名前を残してしまうことになった。
- 引退時点で横綱戦は37戦全敗、横綱戦未勝利に限定すると闘牙の29戦全敗を抜いて単独ワースト1位の連敗記録である[20][59]。
- 2場所の十両暮らしを経て西前頭16枚目で再入幕となった2020年1月場所は、成績自体は千秋楽に8勝7敗の勝ち越しに留まったが、この場所14勝1敗で幕内最高優勝を成し遂げた德勝龍に唯一土を付けたため、「1人だけ勝ったのに（三賞で授与される盾のジェスチャーをしながら）何かなかった?」と三賞をおねだりしていた[60]。
- 2020年3月場所は2019新型コロナウイルス対策として力水は柄杓に口を付けず形だけ行うことになっていたが、12日目には間違って力水を口に入れてしまい、このことは同日に8勝目を挙げて勝ち越しを確定させた直後に明かした[61]。

### 不戦勝関連
- 不戦勝が非常に多かった。通算獲得数は12個（十両3個を含む）で歴代で玉鷲（2023年5月時点で14個）に次ぐ2位。
- 2016年7月場所では初日に大砂嵐が、7日目に琴奨菊が、それぞれ休場したことにより、2014年1月場所（琴奨菊）以来史上21例目となる「1場所での2不戦勝」を記録し「いつもいい子にしているから運がいい。明日から頑張らないといけない」とコメントした[62]。
- 上述の「2不戦勝」を獲得したにもかかわらず負け越してしまった2016年7月場所の千秋楽後には「不戦勝が2度もあったのにもったいない。取組より、これより三役で緊張した」と述べていた[63]。
- 2017年11月場所から2018年3月場所までに3場所連続の不戦勝を記録[64]。
- 2018年3月場所で貴景勝の休場により不戦勝を獲得した際は「昨日で全部パワー使って筋肉痛だったんで」「みんな、オレの時に休んでくれて優しいね」「いつもいい子にしているから、相撲の神様に好かれている」と笑いながらコメントした[64][65]。

## テレビ出演
- 2011年7月3日にはフジテレビ系列で『ザ・ノンフィクション・魁聖の初心〜大相撲へのメッセージ〜』という、魁聖を来日から5年間取材して制作されたドキュメント番組が放送された。
- 2014年6月8日にはテレビ東京系列『日曜ビッグバラエティ・ニッポンだよおっかさん』という番組で、母親と妹がブラジルから来日して魁聖と再会し、東京ディズニーランドを案内したり、本場所を観戦したりする場面が放送された。

## 主な成績

### 通算成績
- 通算成績：590勝592敗37休（94場所）
- 幕内成績：406勝457敗37休（60場所）

### 各段優勝
- 十両優勝：1回（2010年11月場所）

### 場所別成績
| | 一月場所 初場所（東京）  | 三月場所 春場所（大阪） | 五月場所 夏場所（東京） | 七月場所 名古屋場所（愛知） | 九月場所 秋場所（東京） | 十一月場所 九州場所（福岡） |
| --- | ------------------------ | ----------------------- | ----------------------- | --------------------------- | ----------------------- | --------------------------- |
| 2006年 （平成18年） | x                        | x                       | x                       | x                           | （前相撲）              | 西序ノ口35枚目 6–1          |
| 2007年 （平成19年） | 西序二段66枚目 6–1       | 西三段目96枚目 4–3      | 西三段目75枚目 6–1      | 西三段目18枚目 2–5          | 西三段目42枚目 3–4      | 西三段目56枚目 3–4          |
| 2008年 （平成20年） | 東三段目69枚目 6–1       | 西三段目14枚目 5–2      | 西幕下52枚目 5–2        | 西幕下35枚目 4–3            | 西幕下29枚目 2–5        | 東幕下50枚目 3–4            |
| 2009年 （平成21年） | 西幕下60枚目 3–4         | 東三段目15枚目 5–2      | 西幕下52枚目 5–2        | 東幕下31枚目 2–5            | 西幕下46枚目 7–0        | 西幕下6枚目 3–4             |
| 2010年 （平成22年） | 東幕下10枚目 5–2         | 西幕下5枚目 5–2         | 西幕下2枚目 5–2         | 東十両12枚目 8–7            | 東十両4枚目 7–8         | 東十両6枚目 優勝 11–4       |
| 2011年 （平成23年） | 東十両筆頭 8–7           | 八百長問題 により中止   | 西前頭16枚目 10–5 敢    | 東前頭5枚目 6–9             | 東前頭8枚目 4–11        | 東前頭14枚目 6–9            |
| 2012年 （平成24年） | 東前頭16枚目 5–10        | 西十両4枚目 10–5        | 東前頭12枚目 9–6        | 西前頭8枚目 11–4 敢         | 西前頭筆頭 7–8          | 西前頭2枚目 7–8             |
| 2013年 （平成25年） | 西前頭3枚目 6–9          | 西前頭5枚目 3–12        | 東前頭14枚目 8–7        | 東前頭12枚目 11–4           | 西前頭4枚目 7–8         | 西前頭5枚目 7–8             |
| 2014年 （平成26年） | 西前頭6枚目 8–7          | 東前頭3枚目 6–9         | 東前頭6枚目 8–7         | 東前頭3枚目 5–10            | 西前頭6枚目 8–7         | 東前頭4枚目 7–8             |
| 2015年 （平成27年） | 東前頭5枚目 7–8          | 西前頭6枚目 5–10        | 東前頭11枚目 10–5       | 西前頭3枚目 6–9             | 西前頭5枚目 6–9         | 東前頭7枚目 9–6             |
| 2016年 （平成28年） | 西前頭3枚目 5–10         | 西前頭7枚目 11–4        | 東小結 8–7              | 東関脇 7–8                  | 東小結 6–9              | 東前頭2枚目 3–12            |
| 2017年 （平成29年） | 東前頭9枚目 8–7          | 東前頭8枚目 3–7–5       | 西前頭15枚目 7–8        | 東十両筆頭 10–5             | 西前頭13枚目 9–6        | 東前頭10枚目 8–7            |
| 2018年 （平成30年） | 西前頭8枚目 8–7          | 東前頭6枚目 12–3 敢     | 西前頭筆頭 6–9          | 東前頭4枚目 9–6             | 西前頭筆頭 8–7          | 西小結 3–9–3                |
| 2019年 （平成31年 /令和元年） | 東前頭8枚目 10–5         | 東前頭筆頭 3–12         | 東前頭8枚目 3–5–7       | 西前頭15枚目 1–10–4         | 東十両8枚目 9–6         | 東十両5枚目 11–4            |
| 2020年 （令和2年） | 西前頭16枚目 8–7         | 東前頭14枚目 8–7        | 感染症拡大 により中止   | 東前頭10枚目 6–9            | 西前頭12枚目 7–8        | 西前頭12枚目 6–9            |
| 2021年 （令和3年） | 東前頭16枚目 休場 0–0–15 | 東前頭16枚目 8–7        | 東前頭15枚目 9–6        | 東前頭11枚目 6–9            | 東前頭14枚目 6–9        | 東前頭17枚目 7–8            |
| 2022年 （令和4年） | 西前頭17枚目 5–7–3       | 東十両3枚目 4–11        | 西十両9枚目 6–9         | 東十両11枚目 5–10           | 東幕下筆頭 引退 –       | x                           |
| 各欄の数字は、「勝ち-負け-休場」を示す。 優勝 引退 休場 十両 幕下 三賞：敢=敢闘賞、殊=殊勲賞、技=技能賞 その他：★=金星 番付階級：幕内 - 十両 - 幕下 - 三段目 - 序二段 - 序ノ口 幕内序列：横綱 - 大関 - 関脇 - 小結 - 前頭（「#数字」は各位内の序列） |                          |                         |                         |                             |                         |                             |

### 合い口
(以下は最高位が横綱・大関の現役力士)
- 大関・霧島には2敗。いずれも霧島の大関昇進前の対戦である。
- 大関・豊昇龍には1勝2敗。いずれも豊昇龍の大関昇進前の対戦である。
- 大関・琴櫻には3勝3敗。いずれも琴櫻の大関昇進前の対戦である。
- 元大関・髙安には5勝12敗。髙安の大関在位中は1勝4敗。直近の勝利は2018年7月場所で、決まり手は小手投げ。
- 元大関・朝乃山には3勝2敗。いずれも朝乃山の大関昇進前の対戦である。
- 元大関・正代には9勝1敗（うち1敗は不戦敗）。いずれも正代の大関昇進前の対戦である。
- 元大関・御嶽海には7勝1敗。いずれも御嶽海の大関昇進前の対戦である。

(以下は最高位が横綱・大関の引退力士)
- 元横綱・白鵬には13戦全敗。
- 元横綱・日馬富士には16戦全敗。日馬富士の大関在位中は3敗、横綱昇進後は13敗。
- 元横綱・鶴竜には15戦全敗。鶴竜の大関在位中は4敗、横綱昇進後は10敗。
- 元横綱・稀勢の里には12戦全敗。11度目までは稀勢の里が大関在位中、12度目は稀勢の里が横綱在位中の対戦である。
- 元横綱・照ノ富士には3勝8敗。照ノ富士の大関在位中は1勝4敗。照ノ富士の横綱昇進後は対戦無し。
- 元大関・雅山には2勝3敗。いずれも雅山が大関陥落後の対戦であった。
- 元大関・琴欧洲には1勝2敗(うち不戦勝1)。琴欧洲の大関在位中は1勝1敗(うち不戦勝1)。
- 元大関・把瑠都には1勝1敗。
- 元大関・琴奨菊には2勝13敗（うち不戦勝1）。琴奨菊が大関在位中は1勝9敗（うち不戦勝1）。
- 元大関・豪栄道には5勝15敗。うち豪栄道が大関昇進後は4勝9敗。その他にも2010年9月場所に十両での対戦（豪栄道勝ち）があった。
- 元大関・栃ノ心には12勝14敗。栃ノ心の大関在位中は3敗。
- 元大関・貴景勝には2勝3敗（うち1勝は不戦勝）。いずれも貴景勝の大関昇進前の対戦である。直近の勝利は2018年7月場所で決まり手は押し出し。

### 幕内対戦成績
| 力士名   | 勝数 | 負数 | 力士名   | 勝数 | 負数 | 力士名     | 勝数 | 負数  | 力士名   | 勝数 | 負数 |
| -------- | ---- | ---- | -------- | ---- | ---- | ---------- | ---- | ----- | -------- | ---- | ---- |
| 碧山     | 8(1) | 15   | 明瀬山   | 2    | 1    | 天空海     | 1    | 3     | 朝赤龍   | 1    | 3    |
| 朝乃山   | 3    | 2    | 東龍     | 2    | 1    | 阿炎       | 2    | 5     | 安美錦   | 7(1) | 9    |
| 阿夢露   | 2    | 1    | 荒鷲     | 5    | 2    | 阿覧       | 2    | 4     | 勢       | 16   | 10   |
| 石浦     | 4    | 4    | 逸ノ城   | 4    | 10   | 一山本     | 1    | 1     | 宇良     | 1    | 2    |
| 遠藤     | 7(1) | 12   | 炎鵬     | 1    | 1    | 阿武咲     | 2    | 3(1)  | 王鵬     | 0    | 1    |
| 大砂嵐   | 4(1) | 0    | 隠岐の海 | 9    | 8    | 臥牙丸     | 6    | 6     | 鏡桜     | 1    | 1    |
| 輝       | 6    | 5    | 鶴竜     | 0    | 15   | 稀勢の里   | 0    | 12    | 北太樹   | 3    | 3    |
| 皇風     | 1    | 0    | 木村山   | 2    | 0    | 旭秀鵬     | 1    | 0     | 旭天鵬   | 1    | 1    |
| 霧馬山   | 0    | 2    | 豪栄道   | 5    | 15   | 琴恵光     | 3    | 3     | 琴欧洲   | 1(1) | 2    |
| 琴奨菊   | 2(1) | 13   | 琴勝峰   | 1    | 1    | 琴ノ若     | 3    | 3     | 琴勇輝   | 4(1) | 5    |
| 磋牙司   | 1    | 2    | 佐田の海 | 6    | 9    | 佐田の富士 | 8    | 4     | 常幸龍   | 0    | 2    |
| 正代     | 9    | 1(1) | 翔天狼   | 5    | 3    | 松鳳山     | 9    | 9     | 蒼国来   | 2    | 2    |
| 大奄美   | 3    | 1    | 大栄翔   | 5    | 2    | 大喜鵬     | 1    | 0     | 大翔丸   | 5    | 2    |
| 大道     | 5    | 1    | 貴景勝   | 2(1) | 3    | 貴ノ岩     | 3    | 2     | 隆の勝   | 0    | 1    |
| 隆の山   | 1    | 2    | 高見盛   | 1    | 0    | 髙安       | 5    | 12    | 宝富士   | 10   | 12   |
| 豪風     | 7    | 7    | 玉飛鳥   | 1    | 0    | 玉鷲       | 10   | 12    | 千代鳳   | 1    | 3    |
| 千代翔馬 | 4    | 3    | 千代大龍 | 17   | 4    | 千代ノ皇   | 1    | 1     | 千代の国 | 7    | 5    |
| 千代丸   | 5    | 6    | 剣翔     | 3    | 1    | 剣武       | 1    | 0     | 照強     | 5    | 4    |
| 照ノ富士 | 3    | 8    | 天鎧鵬   | 2    | 0    | 時天空     | 7    | 4     | 徳勝龍   | 9    | 5    |
| 土佐豊   | 0    | 1    | 栃煌山   | 6    | 13   | 栃ノ心     | 12   | 14    | 栃乃洋   | 1    | 0    |
| 栃乃若   | 6    | 3    | 翔猿     | 1    | 2    | 友風       | 1    | 0     | 豊ノ島   | 2    | 6    |
| 豊響     | 9    | 5    | 錦木     | 3    | 7    | 白鵬       | 0    | 13    | 把瑠都   | 1    | 1    |
| 日馬富士 | 0    | 16   | 英乃海   | 2    | 1    | 富士東     | 5    | 3     | 豊昇龍   | 1    | 2    |
| 豊真将   | 3    | 2    | 北勝富士 | 2    | 4    | 舛ノ山     | 5(1) | 2     | 御嶽海   | 7    | 1    |
| 翠富士   | 1    | 0    | 雅山     | 2    | 3    | 妙義龍     | 7    | 12(1) | 明生     | 2    | 0    |
| 矢後     | 2    | 0    | 豊山     | 4    | 5    | 芳東       | 1    | 0     | 嘉風     | 13   | 4    |
| 竜電     | 1    | 4    | 若荒雄   | 0    | 3    | 若の里     | 4    | 1     |          |      |      |

## 改名歴
力士
- 魁聖 一郎（かいせい いちろう）2006年9月場所 - 2022年9月場所

年寄
- 友綱 一郎（ともづな いちろう）2022年8月29日 -